# John Conness

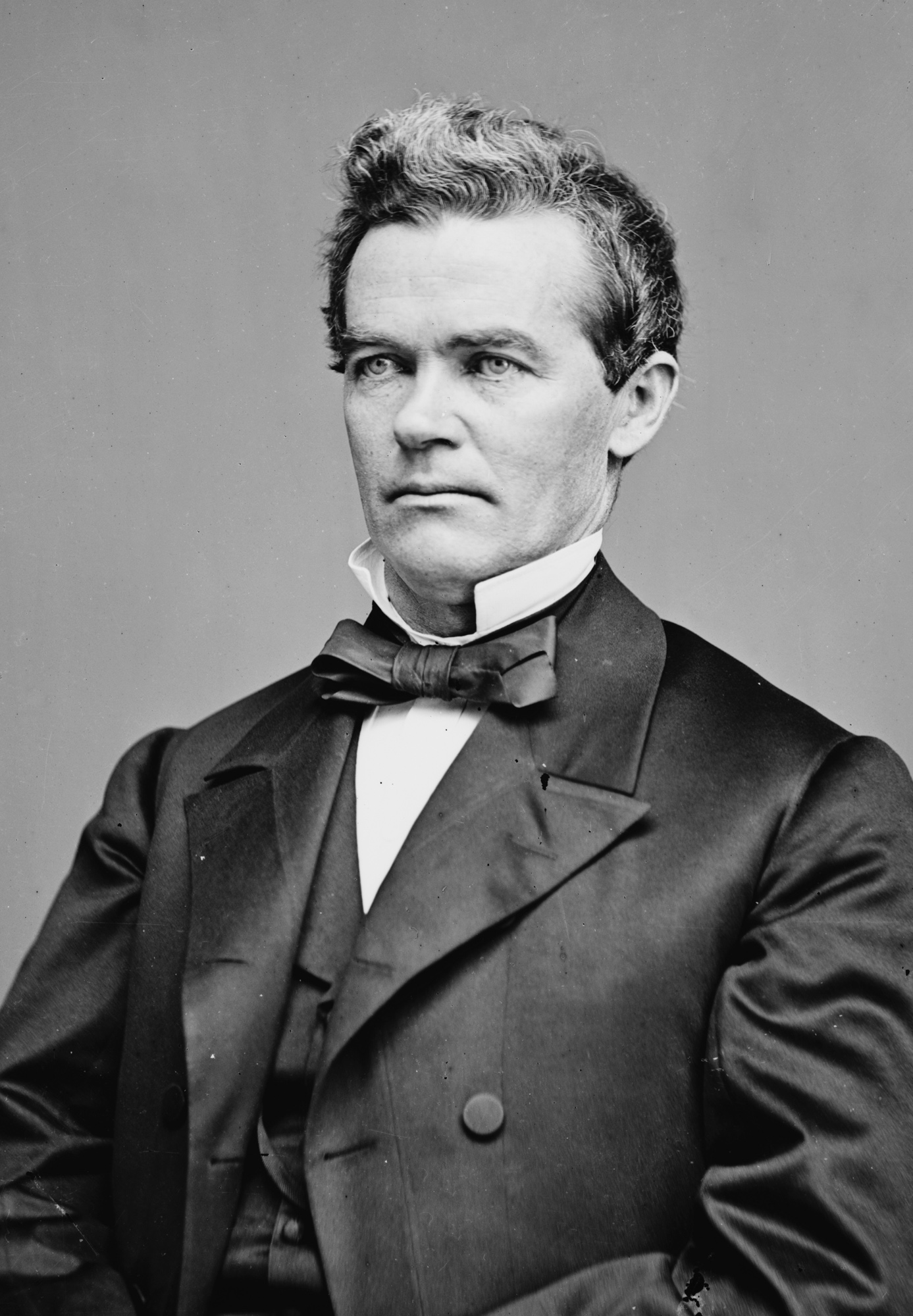
John Conness

John Conness, född 22 september 1821 i Abbey, grevskapet Galway, död 10 januari 1909 i Jamaica Plain, Massachusetts, var en irländsk-amerikansk politiker och affärsman. Han representerade delstaten Kalifornien i USA:s senat 1863-1869.
Conness kom till USA år 1833 och lärde sig till pianotillverkare i New York. Han flyttade 1849 till Kalifornien i samband med guldrushen och hade olika affärsintressen där, bland annat inom gruvindustrin. Han gick med i demokraterna och var ledamot av California State Assembly, underhuset i delstatens lagstiftande församling, 1853-1854 och 1860-1861. Han kandiderade utan framgång i guvernörsvalet i Kalifornien 1861.
Conness efterträdde 1863 Milton Latham som senator för Kalifornien. Han bytte parti från demokraterna till republikanerna. Han efterträddes 1869 i senaten av Eugene Casserly. Efter sin tid som senator flyttade han till Boston.
Conness grav finns på Cedar Grove Cemetery i Dorchester, Massachusetts.